# Liam Shaw
Liam Darren Shaw (ur. 12 marca 2001) – angielski piłkarz występujący na pozycji pomocnika w szkockim klubie Celtic. Wychowanek Sheffield Wednesday, w trakcie swojej kariery grał także w Chesterfield.